# 1149
| Calendário gregoriano                                                        | 1149 MCXLIX                                            |
| Ab urbe condita                                                              | 1902                                                   |
| Calendário arménio                                                           | 598 – 599                                              |
| Calendário bahá'í                                                            | -695 – -694                                            |
| Calendário budista                                                           | 1693                                                   |
| Calendário chinês                                                            | 3845 – 3846 Início a 11 de fevereiro (aproximadamente) |
| Calendário copta                                                             | 865 – 866                                              |
| Calendário etíope                                                            | 1141 – 1142                                            |
| Calendários hindus - Vikram Samvat - Calendário nacional indiano - Cáli Iuga | 1204 – 1205 1070 – 1071 4249 – 4250                    |
| Calendário Holoceno                                                          | 11149                                                  |
| Calendário islâmico                                                          | 543 – 545                                              |
| Calendário judaico                                                           | 4909 – 4910                                            |
| Calendário persa                                                             | 527 – 528                                              |
| Calendário rúnico                                                            | 1399                                                   |
| Calendário solar tailandês                                                   | 1692                                                   |

1149 (MCXLIX, na numeração romana) foi um ano comum do século XII do Calendário Juliano, da Era de Cristo, a sua letra dominical foi B (52 semanas), teve início a um sábado e terminou também a um sábado.
No reino de Portugal estava em vigor a Era de César que já contava 1187 anos.
| Ano completo                   |
| ------------------------------ |
| Ano comum com início ao sábado |

## Eventos
- Cerco de Corfu levado a cabo pelos bizantinos para expulsar os normandos, originários da Sicília, que tinham ocupado a ilha.

## Nascimentos
- Margarido de Brindisi — almirante e corsário do Reino da Sicília, fundador do Condado palatino de Cefalônia e Zacinto (m. 1197).

## Mortes
- Cádi Iade — cádi (juiz islâmico) de origem andalusina, um dos "Sete Santos de Marraquexe" (n. 1083).